# تپه گورستان سکاوند علیا کد ۷۳ - H
تپه قبرستان سکاوند علیا کد ۷۳ - H مربوط به دوران‌های تاریخی پس از اسلام است و در شهرستان هرسین، روستای اسحاق وند علیا واقع شده و این اثر در تاریخ ۲۴ فروردین ۱۳۸۲ با شمارهٔ ثبت ۸۱۴۹ به‌عنوان یکی از آثار ملی ایران به ثبت رسیده است.